# Кольяте
Кольяте (итал. Cogliate) — коммуна в Италии, в провинции Монца-э-Брианца области Ломбардия.
Население составляет 7836 человек (на 2004 г.), плотность населения составляет 1276 чел./км². Занимает площадь 6 км². Почтовый индекс — 20020. Телефонный код — 02.
Покровителем коммуны почитается святой Далмаций из Педоны, празднование 5 декабря.